# Xyleborus dispar
Xyleborus dispar é uma espécie de Xyleborus.
A espécie foi descrita em 1792 por Fabricius como Apate dispar. A definição actual foi dada em 1992 pela Wood & Bright.